# Біликів (заказник)
Бі́ликів — ландшафтний заказник місцевого значення в Україні. Об'єкт природно-заповідного фонду Сумської області. 
Розташований у межах Сумського району Сумської області, на північний захід від смт Угроїди. 
Площа — 50,5 га. Оголошено територією ПЗФ 27.06.2008 року. Перебуває у віданні: Угроїдська селищна рада, ДП «Краснопільське лісове господарство» (Краснопільське л-во, кв. 10). 
Ділянка цінного ландшафту відрогів Середньоруської височини із шпильково-листяним деревостаном віком понад 100 років, закладеним родиною місцевих цукрозаводчиків і меценатів Харитоненків. Місце відпочинку населення.